# أميرا دستور
أميرا دستور (بالإنجليزية: Amyra Dastur)‏ (ولدت: 7 مايو 1993 - )؛ هي ممثلة هندية، بدأت مسيرتها في بولييود في فيلم (Issaq) رفقة باتريك بابار، كانت بدايتها في مجال العمل في سن 16 كعارضة إعلانات لشركات عديدة ك فودافون و ميكروماكس، بعدها لعبت أول دور بطولة لها في فيلم (السيد إكس) مع عمران هاشمي والمخرج موكيش بهات.

## وصلات خارجية
- أميرا دستور على موقع IMDb (الإنجليزية)
- أميرا دستور على موقع قاعدة بيانات الأفلام العربية
- أميرا دستور على موقع ألو سيني (الفرنسية)
- أميرا دستور على موقع أول موفي (الإنجليزية)
- أميرا دستور على موقع قاعدة بيانات الفيلم (الإنجليزية)
- أميرا دستور على موقع كينوبويسك (الروسية)